# Castillo de Monforte (Portalegre)
El Castillo de Monforte, en el Alto Alentejo, está situado en la parroquia y el municipio de  Monforte, distrito de  Portalegre, Portugal.
En una posición dominante sobre la villa que le da nombre, junto con los castillos de  Veiros,  Campo Maior y  Ouguela, tenían como función primitiva la defensa de la frontera con los moros y Castilla. Actualmente el pueblo forma parte del «Área de Promoción Turística de Planicies».

## Historia

### Antecedentes
Aunque no hay información sobre el origen o la fundación de Monforte, es posible que se remonte a un  castro prerromano, convertido en un pequeño ópido en la época romana, ocupado sucesivamente por visigodos y musulmanes.

### El castillo medieval
En la época de la Reconquista Cristiana de la península ibérica, el asentamiento fue inicialmente conquistado en 1139 en una ofensiva de las fuerzas del rey  Afonso Henriques (1112-1185) a la región. Con el objetivo de su asentamiento y defensa, el soberano le aprobó una carta en 1168. Más tarde, el asentamiento y su defensa, fueron reconquistados por los musulmanes con base en el Castillo de Ayamonte, para volver a Portugal en una fecha incierta.
Tras la conquista definitiva de la región, devastada y despoblada por los combates, Alfonso II de Portugal  (1248-1279) concedió una carta a la villa y término de «Monforte», asegurando amplios privilegios a sus habitantes (1257), aumentando su población y haciendo que sus defensas se recuperen.
 Don Dinis (1279-1325) donó a su esposa D. Isabel el señor de la villa de Monforte como dote de boda (1281) junto con la de las villas de Óbidos, Porto de Mós, Sintra y otras. Por determinación de este soberano, se inició la reconstrucción del castillo arruinado por los conflictos y el tiempo, concomitantemente con la valla de la ciudad (1309). El nuevo castillo se construyó en el contexto de una línea defensiva que cubría la línea fronteriza de la región en dirección norte - sur, integrada por los castillos de  Aronches,  Portalegre,  Marvão,  Alegrete, Castelo de Vide, Vila Viçosa,  Borba,  Veiros,  Alandroal y otros.
Pedro I de Portugal entregó la alcaldía del castillo a D. Aires Afonso (1357). Al año siguiente (1358), el monarca confirmó amplios privilegios al condado y a los hombres de Monforte.
En el contexto de la  crisis de 1383-1385, la ciudad y su castillo mantuvieron el partido de D.ª Beatriz, siendo ocupado por Martim Anes Barbuda, que se refugió aquí durante unos días después de la batalla de los Atoleiros, resistiendo el asedio de las fuerzas del Condestable, D. Nuno Álvares Pereira.
Juan I de Portugal (1385-1433) y sus hijos y sucesores  Duarte (1433-1438) y  Afonso V (1438-1481) hasta D. Juan III (1521-1557) confirmó los privilegios a los habitantes de la villa y el término de Monforte. El primero donó los dominios de esta aldea al alguacil, en una fecha incierta entre 1391 y 1395, por los servicios prestados durante la crisis de 1383-1385. En 1455, el soberano donó los dominios de la villa al Conde de Arraiolos, entrando así en los de la Casa de Braganza. Más tarde, en 1463, la donación sería confirmada por el soberano al hijo del Conde de Arraiolos, D. Fernando, Conde de Guimarães. Más tarde, en 1476, el mismo soberano concedió los dominios de la ciudad, su castillo y todas sus rentas y jurisdicciones al Duque de Guimarães. Su hijo y sucesor,  Juan II de Portugal (1481-1495), deshizo esta donación en 1483, devolviendo estos dominios a la posesión de la Corona, al mismo tiempo que concedía amplios privilegios a sus residentes. La Casa de Braganza recuperó estos dominios, para no perderlos, bajo el reinado de  Manuel I (1495-1521), cuando el soberano los concedió, con todos los derechos y rentas, al Duque de Braganza, D. Jaime, en 1501. Fecha de este período la figuración de la ciudad y sus defensas por Duarte de Armas en el Libro de las Fortalezas, c. 1509, donde se anota el nombre del probable responsable de su construcción: Gonçalo de Aguiar. El soberano concedió el Foral Novo a la ciudad en 1512.

### Desde la Guerra de Restauración hasta nuestros días
En el contexto de la  Guerra de Restauración, el Consejo de Guerra de D. Juan IV (1640-1656) modernizó las defensas de la ciudad de Monforte, adaptándolas a los disparos de artillería, cuando se erigieron cuatro baluartes. Una segunda línea defensiva, en la limpieza y en la tierra implicaba a la aldea de la época, de la que no quedan rastros hoy en día.
La aldea y su fortificación cayó momentáneamente ante las tropas españolas bajo el mando de Don Juan de Austria (28 de junio de 1662). Aprovechando, sin embargo, la retirada del grueso de las fuerzas españolas a Badajoz, las tropas portuguesas consiguieron reconquistar la plaza a principios del mes siguiente, concretamente el 11 de julio.
La plaza volvería a ser objeto de varios ataques durante la Guerra de Sucesión Española y de nuevo durante la Guerra de la Independencia Española. En este contexto, durante la llamada Guerra de las Naranjas (1801), el castillo medieval fue destruido por una violenta incursión de las tropas españolas, dejando en pie sólo el torreón y algunas secciones de las murallas.
Los restos de la fortificación de Monforte no están clasificados.

## Características
El castillo medieval de Monforte tenía unas primitivas murallas reforzadas por cuatro torres, entre ellas la torre del homenaje. En estos muros se rasgaron cuatro puertas. El conjunto estaba todavía integrado por la cisterna y los fosos circundantes, añadiendo, en el siglo XVII cuatro bastiones. La llamada «Torre del Reloj» sobrevive.